# Javier Calvente Gallego
Javier Calvente Gallego (Baeza, 7 de septiembre de 1967) es un abogado y político español, diputado por Jaén en el Congreso durante la XII legislatura.

## Biografía
Es licenciado en Derecho y ejerce como abogado. Militante del Partido Popular, entre 2003 y 2007 fue alcalde de Baeza y entre 2012 y 2015 diputado en el Parlamento de Andalucía.
En noviembre de 2016 fue elegido diputado por Jaén en el Congreso de los Diputados, en reemplazo de José Enrique Fernández de Moya, nombrado secretario de estado de Hacienda.